# Variaciones Goldberg, BWV 988

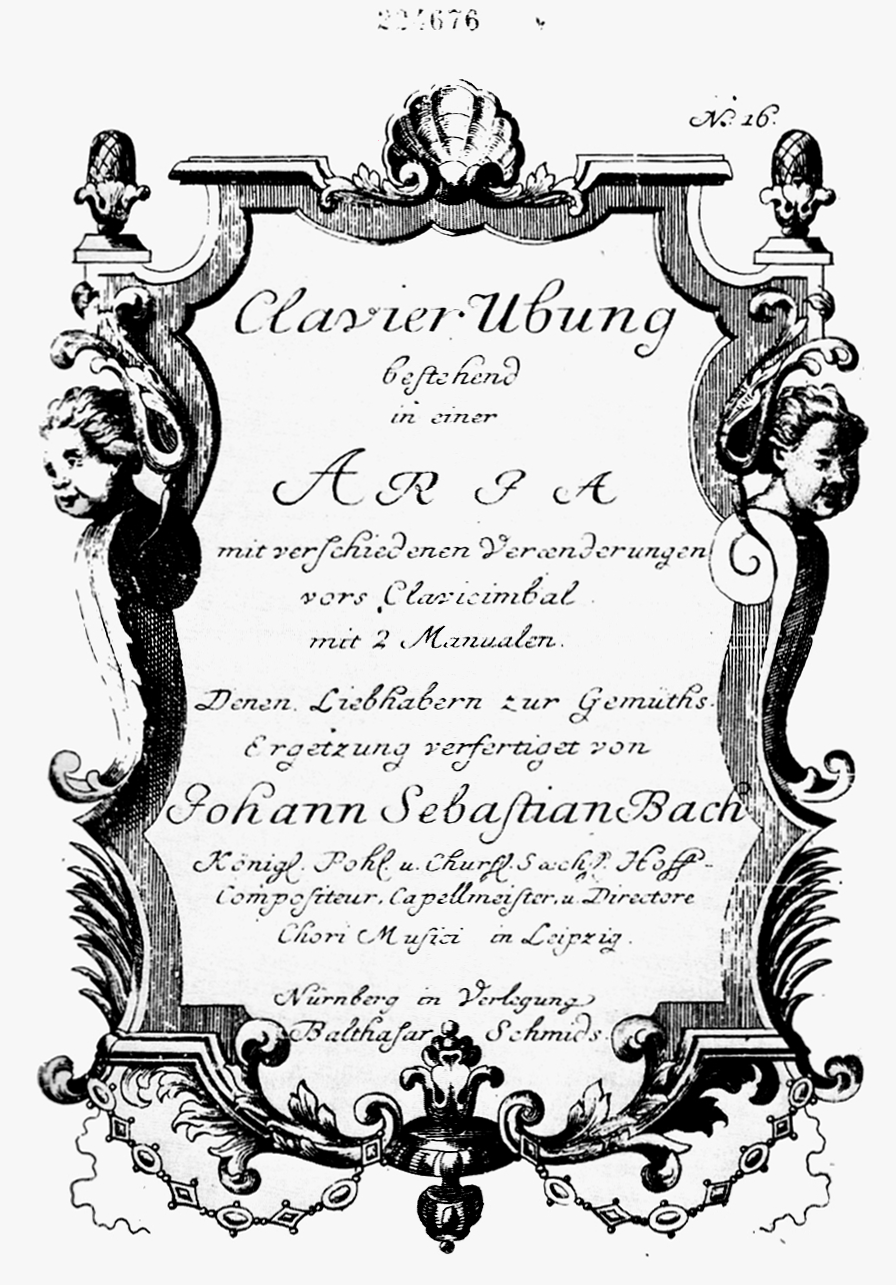
Portada de la primera edición de las Variaciones Goldberg, publicada en Núremberg en 1742.

Variaciones Goldberg, BWV 988 es el nombre de una composición musical para teclado escrita por el compositor barroco alemán Johann Sebastian Bach, que la completó en 1741. Denominada originalmente por el autor Aria con variaciones diversas para clave con dos teclados, (Aria mit verschiedenen Verænderungen vors Clavicimbal mit 2 Manualen), la obra fue compuesta cuando Bach era cantor en la iglesia de Santo Tomás de Leipzig. La obra debe su nombre al clavecinista y discípulo de Bach Johann Gottlieb Goldberg, que tal vez fue el primer intérprete de ella.

## LasVariaciones Goldbergen el contexto de la obra de Bach: elClavier-Übung
Las Variaciones Goldberg fueron publicadas por Bach como la cuarta parte de su Clavier-Übung.
El Clavier-Übung, título que hoy se escribiría en alemán como palabra compuesta: «Klavierübung» y que se traduciría libremente al español como «ejercicios para teclado», y que Bach tomaría de su predecesor Johann Kuhnau (1660-1722), es un compendio demostrativo de su obra para teclado, dividido en cuatro partes, y posiblemente concebido para los que el mismo Bach denominaba Liebhaber, es decir, aficionados competentes y exigentes, como subtituló Bach ésta y otras de sus obras: Denen Liebhabern zur Gemüths-Ergetzung verfertiget.
La primera parte del Clavier-Übung consiste en las Seis partitas BWV 825-830 de 1731. El Concierto italiano, BWV 971 y la Obertura francesa, BWV 831 aparecieron en 1735 como la segunda parte y la tercera parte fue publicada en 1739 incluyendo la Misa alemana para órgano BWV 669-689 y los Cuatro duetos para clave BWV 802-805. Las Variaciones Goldberg se publicaron como la cuarta y última de las entregas.
Esta obra de variaciones es también la primera de una serie de importantes obras contrapuntísticas que Bach escribió al final de su carrera: Ofrenda musical, BWV 1079 (Das musikalische Opfer) de 1747; las Variaciones canónicas sobre el coral de Navidad "Von Himmel hoch", BWV 769, (Kanonischen Veränderungen über "Von Himmel hoch") de 1747-48 y El arte de la fuga, BWV 1080 (Die Kunst der Fuge).
El título Aria mit verschiedenen Veraenderungen vors Clavicembal mit 2 Manualen, se refiere específicamente al clave de dos teclados (clavicembal) como el instrumento adecuado para su interpretación. Se trata de una de las tres ocasiones en las que Bach indicó este instrumento para la interpretación de sus obras, junto con el Concierto italiano BWV 971 y la Obertura francesa BWV 831.

## Génesis y polémica sobre la autoría delaria
Según explica el biógrafo de Bach, Johann Nikolaus Forkel, en la biografía de Bach que publicó en 1802, las variaciones fueron encargadas a Bach por el conde Hermann Carl von Keyserlingk (1696-1764) de Dresde, quien había sido instrumental para que Bach consiguiera el nombramiento de "compositor de la corte de Sajonia", para que el clavicordista de su corte, Johann Gottlieb Goldberg (1727-1756), que era un destacado alumno de Bach, lo entretuviese con ellas durante las noches de insomnio del conde. El conde recompensó de forma generosa a Bach con una copa de oro que contenía un centenar de luises de oro, el equivalente a 500 táleros, casi el sueldo de un año como kantor de la Thomaskirche de la misma ciudad de Dresde. Así lo cuenta Forkel:

[En lo que respecta a esta obra] debemos agradecer la instigación del anterior embajador ruso ante la corte electora de Sajonia, el conde Keyserlingk, quien frecuentemente paraba en Leipzig y trajo consigo al antes mencionado Goldberg, para que recibiera instrucción musical de Bach. El conde estaba frecuentemente enfermo y pasaba noches de insomnio. En tales ocasiones, Goldberg, quien vivía en su casa, debía pasar la noche en la antecámara, para tocar para él durante su insomnio. ... En cuanto el conde mencionó en presencia de Bach que le gustaría tener algunas piezas para teclado para Goldberg, que debían ser de tal suavidad y de algún modo vivaces que le animaran un poco durante sus noches sin dormir. Bach vio que la mejor forma de cumplir con este deseo era mediante variaciones, la escritura de las cuales él había considerado una tarea ingrata debido a la reiteración de fundamentos armónicos. Pero dado que para aquel tiempo todas sus obras eran ya obras de arte modélicas, así también salieron las variaciones de su mano. De hecho produjo una sola obra de este tipo. A partir de entonces, el conde se refirió siempre a ellas como sus variaciones. Nunca se cansaba de ellas, y durante mucho tiempo, las noches de insomnio significaban: 'Querido Goldberg, tócame alguna de mis variaciones'. Bach no fue posiblemente nunca tan bien recompensado por sus obras como por esta. El conde le regaló una copa de oro llena de 100 louis d'or. En cualquier caso, aunque la recompensa hubiera sido mil veces mayor, su valor artístico no hubiera llegado a ser pagado.

Forkel escribió su autobiografía en 1802, más de 60 años después, y su exactitud ha sido puesta en duda. La falta de dedicatoria en la primera página de la obra hace también dudoso el encargo. La edad de Goldberg en la época de la publicación de la obra (14 años) ha sido citada también a veces como un motivo para poner en duda las afirmaciones de Forkel, a pesar de que debe decirse que Goldberg era conocido como un competente clavecinista y lector de música a primera vista. En un reciente libro, el intérprete de teclado y estudioso sobre Bach Peter Williams sostiene que la historia que cuenta Forkel es completamente espuria.

### La autoría del aria
Ha sido objeto de debate la cuestión de si el aria en la que se basan las variaciones es original de Bach o no, contraponiéndose argumentos estilísticos con argumentos basados en el análisis de las fuentes y su datación.
Así, el investigador Yo Tomita, indica que el hecho de que el aria fuera transcrita también en el libro II del Pequeño libro de Anna Magdalena Bach (1725), copiado por ella misma, sin que anotara ni el nombre del compositor ni el título de la pieza, pudiera sugerir la posibilidad de que el autor de la misma fuera anónimo. Y en este sentido abunda, según Tomita, el hecho de que la melodía en el bajo —o por lo menos la primera parte de la misma— sea un tema tradicional, de la cual pueden reconocerse muchos ejemplos en el repertorio del siglo XVII.
Otros estudiosos sostienen que Bach se limitó a tomar prestadas para el aria ideas suyas de juventud. Y otros investigadores, entre los que destacó en su época el musicólogo alemán Arnold Schering, se basan en el análisis estilístico y argumentan que el esquema de modulación y ornamentación no es propio de Bach.
Frederick Neumann—a favor de la teoría de la no-autoría de Bach— y Robert Marshall —que defiende la autoría de Bach—, llegaron a enfrentar públicamente sus argumentos.
Tomita, concluye que parece ser que finalmente se han impuesto las tesis de Marshall, porque su evidencia del manuscrito de Anna Magdalena, que se ha datado alrededor de 1740, es mucho más sólida y creíble que las de su contrario. Incluso, puede darse por probado hasta cierto punto que ella copió el aria de alguno de los manuscritos autógrafos de Bach, posiblemente el que habría utilizado para el grabador.
Estas conclusiones junto con las de Christoph Wolff, a partir del análisis de fuentes parecen haber superado las evidencias propuestas previamente basadas en el análisis estilístico. David Schulenberg destaca que el aria no tiene ni estilo italiano ni francés, sino que tiene específicamente estilo galante alemán y ciertos detalles que apuntan directamente a la autoría de Bach, especialmente la bonita diversificación del ritmo hacia notas que fluyen firmemente en la última frase.

## Publicación
Las Variaciones Goldberg fueron publicadas en 1741, el mismo año de su composición, o en 1742, en vida de su creador, lo cual no fue habitual. El editor fue Balthasar Schmid, de Núremberg, un amigo de Bach. Schmid imprimió la obra mediante grabado en planchas de cobre, en vez de utilizar tipos movibles; las notas de la primera edición son manuscritas por el mismo Schmid. La edición contiene varios errores de imprenta.
En la portada, que se muestra en esta página, puede leerse en alemán Clavier Ubung / bestehend / in einer ARIA / mit verschiedenen Veraenderungen / vors Clavicimbal / mit 2 Manualen. / Denen Liebhabern zur Gemüths- / Ergetzung verfertiget von / Johann Sebastian Bach / Königl. Pohl. u. Curfl. Saechs. Hoff- / Compositeur, Capellmeister, u. Directore / Chori Musici in Leipzig. / Nürnberg in Verlegung / Balthasar Schmids, lo que se puede traducir al español así: «Ejercicios prácticos de teclado, consistentes en un ARIA con diversas variaciones para clave con dos teclados. Compuestos para conocedores, para el disfrute de sus espíritus, por Johann Sebastian Bach, compositor de la real corte de Polonia y de la corte del Elector de Sajonia, Kapellmeister y Director de Música Coral en Leipzig. Núremberg, Balthasar Schmid, editor».
Sobreviven como mínimo diecinueve copias de la primera edición, que se conservan en museos y en colecciones de libros raros. De estas, la más valiosa, porque incluye correcciones y adiciones realizadas por el mismo compositor, incluyendo un apéndice en el que aparecen los catorce cánones BWV1087, se conserva en París, en la Biblioteca Nacional de Francia.
Estas copias son la única información disponible en la práctica cuando los editores modernos pretenden ser fieles a la intención de Bach. La partitura completa manuscrita original no ha sobrevivido. Una copia manuscrita del aria fue encontrada en la copia de 1725 del cuaderno de la segunda esposa de Bach, Anna Magdalena. Christoph Wolff opina que Anna Magdalena copió el aria de la partitura autógrafa alrededor de 1740; aparece en dos páginas que estaban en blanco en el cuaderno.

## Forma y estructura
Las Variaciones Goldberg se componen de un tema único, llamado aria, treinta variaciones y un reprise del aria o aria da capo. Lo que liga a todas ellas no es una melodía común, sino un fondo de variaciones armónicas de las que es objeto la línea de bajo. Las melodías pueden variar, pero subyace siempre un tema constante.

### El tema en la línea de bajo

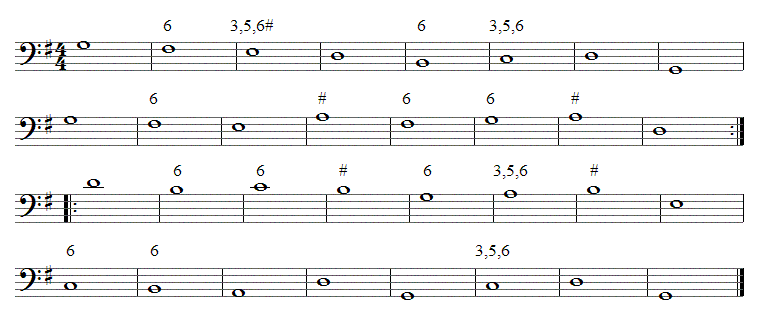
La línea de bajo en las Variaciones Goldberg

El tema en el que se basa la obra se desarrolla a lo largo de treinta y dos compases en la línea del bajo ostinato del aria y sus primeros ocho compases son idénticos a los del tema de la Chacona con 62 variaciones en sol mayor, HWV 442 de Haendel, según Christoph Wolff. Haendel compuso su chacona entre 1703 y 1706, siendo publicada suelta por Witvogel en Ámsterdam en 1732 y posteriormente en 1733 en Londres, como parte de sus Suites de Pièces pour le clavecin. Como Witvogel es conocido por haberse servido de Bach como distribuidor de las obras del virtuoso germano-holandés Conrad Friedrich Hurlebusch (según un anuncio de 1735-36 las Compositioni musicali per il Cembalo de Hurlebusch podían adquirirse al "Kapellmeister Bach de la Escuela de Santo Tomás en Leipzig"), Bach debía conocer la chacona de Haendel ya sea por la edición de Ámsterdam de 1732 o la de Londres de 1733, ya que Bach terminó de componer sus variaciones en 1741. Bach debió advertir el simple canon bipartito que daba lugar a la variación final de la chacona de Haendel. Y su observación del modelo de ostinato de ocho notas que Haendel utilizó como tema base despertaría en Bach la compleja reacción en cadena que se describe en su obituario: 

Él necesitaba sólo haber escuchado un tema para saber -seguramente en ese mismo instante- de casi cualquier complejidad que el arte pudiera producir a partir de su tratamiento.

 Así, la investigación que Bach haría sobre el potencial canónico del sujeto de ocho notas resultó en la serie de Catorce cánones BWV 1087, que luego fue incluido en su copia personal del Clavier-Übung IV. Para el ciclo de variaciones Bach decidió no sujetarse al límite de las ocho notas ni a la noción restrictiva de un trabajo totalmente canónico. Así, desarrolló el bajo ostinato significativamente, cuadruplicando su extensión, de forma que pudiera proveer el apuntalamiento armónico de un aria cuya cautivadora melodía distrae ingeniosamente la atención sobre el bajo, es decir, de la verdadera columna vertebral estructural del ciclo de variaciones.
La obra es considerada por algunos autores como una passacaglia y por otros como una chacona –la diferencia consiste en que el tema en una chacona se extiende normalmente solo cuatro compases, mientras el aria se extiende a lo largo de dos secciones de dieciséis compases, con repetición, cada una.
Como compositor de passacaglie Bach forma parte de una larga y amplia tradición que incluye a Sweelinck, Scheidt, Froberger y Purcell antes del tiempo de Bach y a sus contemporáneos Johann Caspar Ferdinand Fischer y su tío Johann Christoph Bach; alguno de los que incluso utilizaron variaciones sobre el bajo muy similares a la de Bach en su construcción. Ahora bien, Bach lleva la forma a tan alto nivel que solo obras muy posteriores pueden considerarse equiparables, como por ejemplo, las Variaciones Diabelli de Beethoven.

## Las variaciones en la obra de Bach
Bach no creó muchas obras en la forma de aria con variaciones: de hecho solo podría considerarse estrictamente como tal una de ellas, el Aria variata alla maniera italiana BWV 989 que compuso en Weimar en 1709. En realidad, las Variaciones Goldberg no deben ser encuadradas con esta obra como ejemplo de variaciones melódicas, sino con dos obras de mucha mayor relevancia, como son la Passacaglia para órgano BWV 582 y la Chacona en re menor de la Partita para violín solo n.º 2 BWV 1004.
Bach tenía probablemente cierto prejuicio en contra de la forma musical de las variaciones ya que muchos de los ilustres predecesores y contemporáneos citados habían producido brillantes ejemplos que les habían granjeado mucho reconocimiento. Bach, nunca interesado en el éxito barato, tuvo como meta seguramente el intentar elevar el género normalmente extrovertido de las variaciones a un nivel artístico y espiritual desconocido hasta entonces.

### Estructura interna de la obra
Según Roswita Borschel, la obra está estructurada según los principios formales barrocos. La decimosexta variación, escrita en la forma de una obertura francesa —su lenta introducción, punteada, corresponde a su primera mitad y la fuga siguiente (no estrictamente) a la siguiente mitad del tema en el bajo— enfatiza la construcción binaria de la obra.
Después de la exposición del aria al principio de la pieza, se suceden las treinta variaciones. Cada tres variaciones en la serie de treinta, aparece un canon, siguiendo un patrón ascendente. Así, la tercera variación es un canon al unísono, la sexta es un canon a la segunda (la segunda entrada empieza en intervalo de segunda sobre la primera entrada), la novena variación es un canon a la tercera, y así hasta la variación 27, que se trata de un canon a la novena. La variación final, en lugar de un canon como podría esperarse, se trata de un quodlibet, tal y como se explica más adelante. Y otros dos fugados, las variaciones 10, Fughetta y la 22, Alla breve ocupan sendos lugares especiales en la estructura del edificio al disponerse simétricamente a una distancia de seis variaciones respecto de la variación 16 central que hace de eje, la Overture, lo que sugiere una estructura ternaria a gran escala escondida para las secciones.
El clavecinista Ralph Kirkpatrick destaca que las variaciones entre los cánones también están dispuestas según un patrón. Si obviamos el material inicial y final, en concreto el aria, las primeras dos variaciones, el quodlibet y el aria da capo, el material restante se ordena de la siguiente manera: las variaciones que van inmediatamente detrás de cada canon son piezas de género de distintos tipos, entre las que destacan tres danzas barrocas (4, 7 y 9); una fugheta (10); una obertura francesa (16) y dos ornamentadas arias para la mano derecha (13 y 25). Las que vienen en segundo lugar después de cada canon (5, 8, 11, 14, 17, 20, 23, 26 y 29) son lo que Kirkpatrick denomina “arabescos”; esto es: variaciones en un tiempo vivo con abundancia de cruce de manos. Este patrón ternario: canon, danza de género y “arabesco”, se repite un total de nueve veces, hasta que el quodlibet rompe el círculo.
Terminadas las treinta variaciones, Bach indica Aria da Capo è fine, que significa que el intérprete debe volver al principio (da Capo) y volver a interpretar el aria antes de terminar.
Wolff opina que Bach entremezcla los movimientos canónicos sistemáticamente pero de la forma más discreta posible, con el objetivo aparente de nivelar la percepción del intérprete y del oyente entre el contrapunto canónico y el contrapunto no canónico —una potente demostración de su ideal de que el diseño ingenioso y el atractivo natural no tienen porqué excluirse mutuamente. A partir de los comentarios combinados de Kirkpatrick, Wolff y Dahler las variaciones podrían esquematizarse así:
| Danzas de género                              | Arabescos               | Cánones                           |
| --------------------------------------------- | ----------------------- | --------------------------------- |
| Variación 1 (danza barroca: courante)         | Variación 2             | Variación 3 (canon al unísono)    |
| Variación 4 (danza barroca: passepied)        | Variación 5 (arabesco)  | Variación 6 (canon a la segunda)  |
| Variación 7 (danza barroca: giga o siciliana) | Variación 8 (arabesco)  | Variación 9 (canon a la tercera)  |
| Variación 10 (fugheta)                        | Variación 11 (arabesco) | Variación 12 (canon a la cuarta)  |
| Variación 13 (aria para mano derecha)         | Variación 14 (arabesco) | Variación 15 (canon a la quinta)  |
| Variación 16 (obertura francesa)              | Variación 17 (arabesco) | Variación 18 (canon a la sexta)   |
| Variación 19                                  | Variación 20 (arabesco) | Variación 21 (canon a la séptima) |
| Variación 22                                  | Variación 23 (arabesco) | Variación 24 (canon a la octava)  |
| Variación 25 (aria para mano derecha)         | Variación 26 (arabesco) | Variación 27 (canon a la novena)  |
| Variación 28                                  | Variación 29 (arabesco) | Variación 30 (quodlibet)          |

## Las variaciones
A continuación se describen brevemente el aria y las variaciones, según comentarios de distintos intérpretes y compositores. Debe tenerse en cuenta que éstas han sido ejecutadas de muy distintas formas y que coexisten diversas visiones de cómo debe abordarse su interpretación, no todas éstas están representadas en las siguientes líneas.
La obra fue compuesta para un clave con dos teclados o manuales. En la partitura se indica que las variaciones 8, 11, 13, 14, 17, 20, 23, 25, 26, 27 y la 28 deben ser interpretadas con dos manuales, mientras que las variaciones 5, 7 y 29 pueden ser ejecutadas indiferentemente con uno o dos teclados. Aunque con mucha mayor dificultad, la obra puede ser ejecutada también con un clave de un solo manual o con un piano. Todas las variaciones están escritas en la tonalidad de sol mayor, salvo las variaciones 15, 21 y 25 que están escritas en la tonalidad de sol menor.
Las variaciones están compuestas en forma binaria, esto es, una sección A seguida de una sección B —quedando normalmente a discreción del intérprete si repetir o no, una, las dos, o ninguna de estas secciones. En opinión del pianista húngaro András Schiff, Bach indica claramente al intérprete que debe repetir cada sección, por lo que no hacerlas destruiría la perfecta simetría de la obra y sus proporciones: "la gran música nunca es demasiado larga, lo que es demasiado corta es la paciencia de ciertos oyentes."
La gran mayoría de las variaciones consta de treinta y dos compases, divididos en dos partes de dieciséis compases que deben repetirse una vez cada una. Como excepciones: las variaciones 3, 9, 21 y 30 tienen dos partes de ocho compases que deben repetirse una vez cada parte; y la variación 16 consta de una primera parte de dieciséis compases y una segunda parte de 32 compases, debiendo repetirse cada una de las dos partes.
La denominación de cada una de las variaciones que aparece a continuación es exactamente la utilizada en las ediciones de la Bach-Gesellschaft, sociedad fundada en 1850 que desde entonces reúne, edita y publica todos las obras conocidas de Bach. La Bach-Gesellschaft dedicó en su momento más de cincuenta años a la gigantesca tarea de completar una primera recopilación completa. Se ha respetado incluso la peculiar disposición de signos de puntuación, mayúsculas, minúsculas y abreviaturas de las ediciones de la Bach-Gesellschaft, salvo alguna adicional indicación manuscrita importante tomada de la edición impresa que Bach poseyó, que se destaca entre corchetes.

### Aria
Se trata de la pieza que aporta el material temático para las variaciones. Es una "aria con variaciones" barroca típica. Las variaciones se basan en la melodía del aria de apertura, pero en este caso es la línea en el bajo —más específicamente las armonías que ésta sugiere— la que servirá de base de las variaciones.
El aria de las Variaciones Goldberg es una sarabanda en compás de 3/4, cuenta con dos secciones de dieciséis compases cada una y está construida de forma simétrica. Este esquema de dos secciones de dieciséis compases cada una se mantiene en general durante toda la obra, salvo en las variaciones 3, 9, 21 y 30 en los que el número de compases está reducido a la mitad. Tanto en el aria como en las variaciones cada sección debe repetirse una vez. Las variaciones 2, 4, 6, 16 y 25 disponen de distintos finales para la primera y la segunda repetición de cada sección.

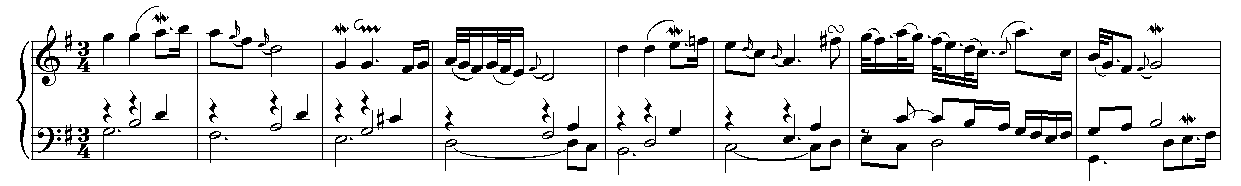
Los primeros ocho compases del aria de las Variaciones Goldberg.

La melodía del aria está muy ornamentada. En el estilo francés de ornamentación es característico que los adornos se opongan a la melodía. Algunos intérpretes optan por omitir total o parcialmente estas ornamentaciones, en este sentido tal vez la versión más interesante sea la de Wilhelm Kempff para piano.
El musicólogo Peter Williams, sostiene que, en realidad, el tema de las variaciones no proviene del aria sino del tema de la primera variación. Esta visión defiende la idea de que la obra es una chacona en lugar de una obra que sigue la auténtica forma de aria con variaciones.
El aria, aparece indicada como sarabanda y transcrita de forma idéntica en lo fundamental en el segundo cuaderno de Anna Magdalena, que la segunda esposa de Bach empezó a recopilar en 1725. Por la coincidencia con la letra que Anna Magdalena tenía en la época, se estima que transcribió el aria alrededor de 1740.
La tonalidad fundamental es la de sol mayor; hacia el final de la primera sección temática la tradicional cadencia modula a la dominante (re) y después, a través de la tonalidad de mi menor (relativa menor de la de sol mayor) la obra vuelve a la conclusión del tema a la tónica.

### Variatio 1. a 1 Clav.
Esta animada variación en compás de 3/4 contrasta marcadamente con el lento y contemplativo tono del aria. Es destacable el ritmo sincopado entre los compases 1 y 7, al marcar la mano derecha el acento en el segundo pulso. Las manos se cruzan en el compás 13 desde el registro alto al bajo, volviendo la síncopa durante otros dos compases.
Según Dahler la variación puede definirse como una danza al estilo de una courante. En los primeros dos compases de la segunda sección, el ritmo reproduce el de la primera sección, pero a continuación se introduce una idea diferente.
Williams y Dahler consideran que esta idea da a la variación un aire de polonesa. El ritmo característico de la mano izquierda también lo utiliza Bach en su Partita para violín solo n.º 3 de sus Sonatas y partitas para violín solo BWV 1001-1006 y en el preludio en la bemol mayor del primer libro de El clave bien temperado.
Algunos expertos musicales mantienen que es sobre el tema en la línea de bajo de esta variación sobre el que se basan las demás variaciones y no sobre el del aria.

### Variatio 2. a 1 Clav.
Esta es una pieza contrapuntística simple en dos partes en compás de 2/4. Dos líneas se enlazan en una constante interacción de sus motivos sobre una incesante melodía en el bajo. Esta pieza es casi un canon. Cada sección dispone de un final diferente para la primera y la segunda repetición.

### Variatio 3. Canone all'Unisono. A 1 Clav.
Esta es la primera de las variaciones en pura forma de canon, en este caso concreto un canon al unísono: la melodía consecuente empieza exactamente en la misma nota que la antecedente. Como en todos los demás cánones de las Variaciones Goldberg (excepto en el caso de la variación 27, Canone alla nona) la línea de bajo da soporte durante toda la variación. La indicación de compás de 12/8 y el uso de tresillos sugiere alguna clase de danza simplificada. Muchos intérpretes la tocan en tiempo  moderato pero otros prefieren tocarlo más lento, como Hans Pischner al clave o Charles Rosen al piano.

### Variatio 4. a 1 Clav.
Como el passepied, un movimiento de danza barroca, esta variación está escrita en compás de 3/8 con preponderancia de ritmos en corcheas. Bach utiliza una imitación parecida aunque no exacta: el patrón musical de una parte reaparece un compás más tarde en otra parte (a veces en inversión).

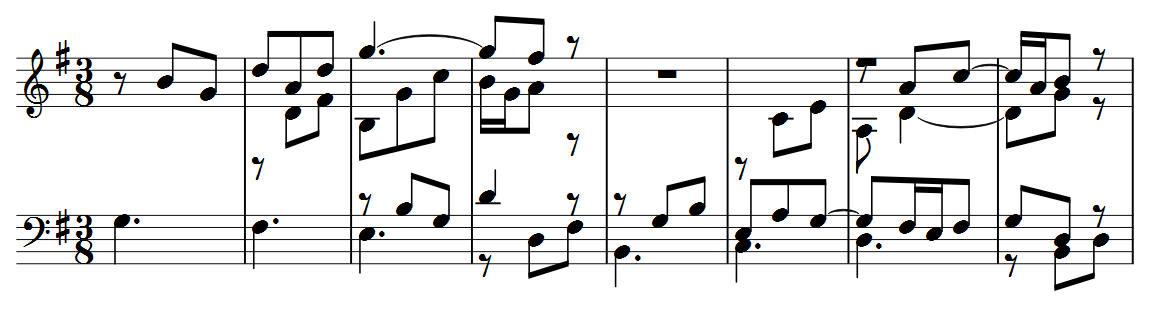
Los primeros ocho compases de la cuarta variación.

Cada sección tiene un final distinto en la segunda repetición. La organista Kate van Tricht interpreta esta variación en tiempo lento.

### Variatio 5. a 1 ovvero 2 Clav.
Esta es la primera de las variaciones de dos partes con las manos cruzadas. Está indicada en compás de 3/4. Una rápida línea melódica escrita predominantemente en semicorcheas es acompañada por otra melodía con duraciones de nota más largas, lo que produce saltos muy amplios.
Se utiliza en esta variación el llamado "estilo italiano" de cruzar las manos: una mano se mueve constantemente a derecha e izquierda entre los registros agudos y graves, pasando por encima de la otra mano que permanece en la mitad del teclado tocando los pasajes más rápidos.

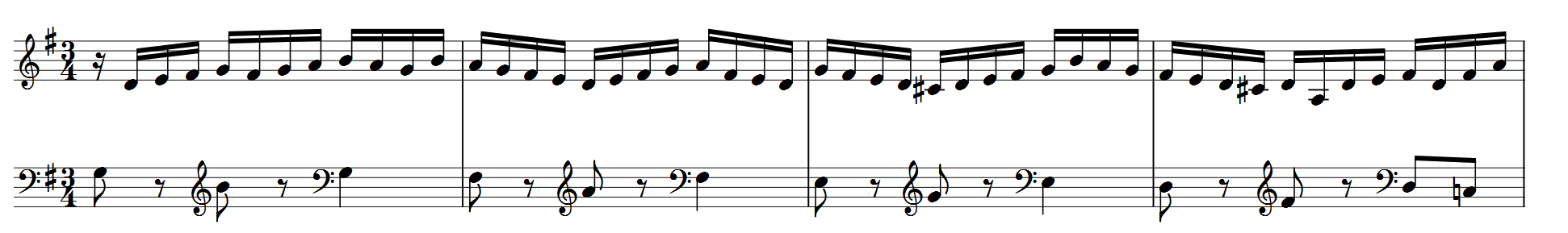
Los primeros cuatro compases de la quinta variación.

La mayoría de los intérpretes tocan esta variación con excepcional velocidad, lo que requiere gran precisión. Seguramente las versiones de Glenn Gould al piano estén entre las más rápidas (durando 35 segundos, sin repeticiones). Sin embargo, algunos intérpretes, por ejemplo Kenneth Gilbert al clave, la ejecutan más relajadamente.

### Variatio 6. Canone alla Seconda. a 1 Clav.
La sexta de las variaciones es un canon a la segunda: el consecuente empieza un intervalo de segunda mayor más alto que el de la propuesta. La pieza está basada en una escala descendente en compás de 3/8.
Kirkpatrick describe que esta pieza tiene "una ternura casi nostálgica". Cada una de las secciones dispone de un final diferente para cada una de sus dos repeticiones.

### Variatio 7. a 1 ovvero 2 Clav. [Al tempo di Giga]
En su propia copia de las Variaciones Goldberg, Bach anotó que esta danza al compás de 6/8 debía ser interpretada al tempo di Giga — la giga es una danza muy vivaz y enérgica. Dado que la copia de Bach no fue encontrada en una colección privada francesa hasta 1974, las versiones anteriores de esta variación eran ejecutadas de forma mucho más lenta, frecuentemente más como un loure o una siciliana. No obstante, hay interpretaciones posteriores a 1974, como las grabaciones de Glenn Gould (las posteriores a 1974), de Wilhelm Kempff y de Angela Hewitt, entre otras, que siguen siendo lentas, tal vez porque es difícil ignorar la tradicional forma de interpretarla durante más de dos siglos o porque como sostiene el investigador e intérprete de teclado, David Schulenberg el descubrimiento de la anotación de Bach, "sorprendió a los críticos del siglo XX, quien daban por supuesto que las gigas eran siempre rápidas y fugaces". Opinando que "a pesar de la terminología italiana "giga", esta es una "giga francesa" [menos rápida]". Así, Schulenberg destaca que la estructura rítmica punteada de esta variación (ver ilustración) es muy similar a la de la giga de la segunda de las Suites francesas o la giga de la Obertura al estilo francés, BWV 831, siendo en ambas la línea de bajo y la melodía muy ornamentadas.

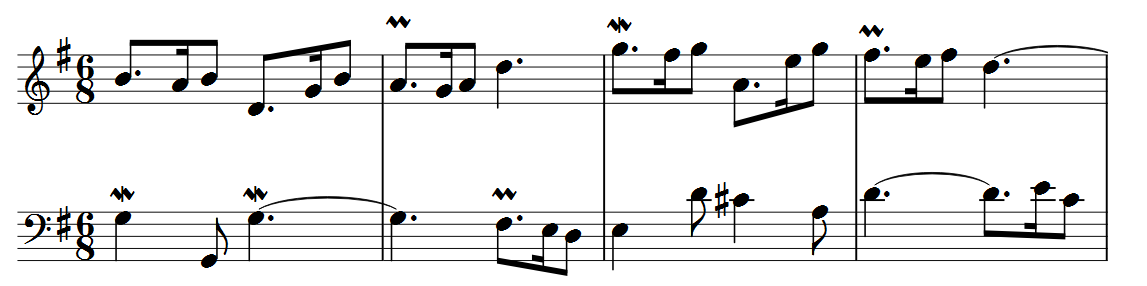
Los primeros cuatro compases de la séptima variación.

Schulenberg concluye que "no es necesario ir rápido" y añade que "los numerosos trinos cortos y  apoyaturas impiden ir demasiado a tempo". Y la pianista Angela Hewitt argumenta que Bach pretendía prevenir en contra de tomar un tempo demasiado lento, convirtiendo así la danza en una suerte de forlane o siciliana, coincidiendo con Schulenberg en que se trata de una "giga francesa" —no una "giga italiana"—, e interpretándola en consecuencia en tempo poco apresurado.

### Variatio 8. a 2 Clav.
Se trata otra vez de una variación en dos partes con las manos cruzadas, en compás de 3/4. El "estilo francés" es el utilizado en esta ocasión para cruzar las manos: ambas partes tocan en la misma parte del teclado, una encima de la otra. Es relativamente fácil de ejecutar en un clave de dos manuales (tal y como está especificado en la partitura original), pero muy difícil de tocar al piano.
La mayoría de los compases muestran un patrón distintivo de once semicorcheas y una pausa de un dieciseisavo de redonda, o diez semicorcheas y una corchea. Pueden observarse grandes saltos en la melodía, por ejemplo, en los compases 9 al 11: un salto de dos octavas desde un si bajo el do medio en el compás 9, desde un la sobre el do medio hasta un la una octava más alto en el compás 10, y desde sol sobre el do medio hasta sol una octava mayor en el compás 11. Ambas secciones terminan con pasajes descendentes en fusas.

### Variatio 9. Canone alla Terza. a 1 Clav.
Es un canon a la tercera en compás de 4/4. La línea de bajo es algo más activa que en los cánones previos. Se trata de una variación muy breve, con solo dieciséis compases, que suele tocarse en un tempo lento.

### Variatio 10. Fughetta. a 1 Clav.
La décima variación es un breve fuga a cuatro voces indicada alla breve, con un tema que se presenta en cuatro compases, profusamente adornado con ornamentos y en cierto modo reminiscente de la melodía del aria del principio. Algunos intérpretes omiten varios de los ornamentos, por ejemplo Charles Rosen al piano, Christiane Jaccottet al clave. Sin embargo otros, como Keith Jarrett al clave, añaden ornamentación adicional.

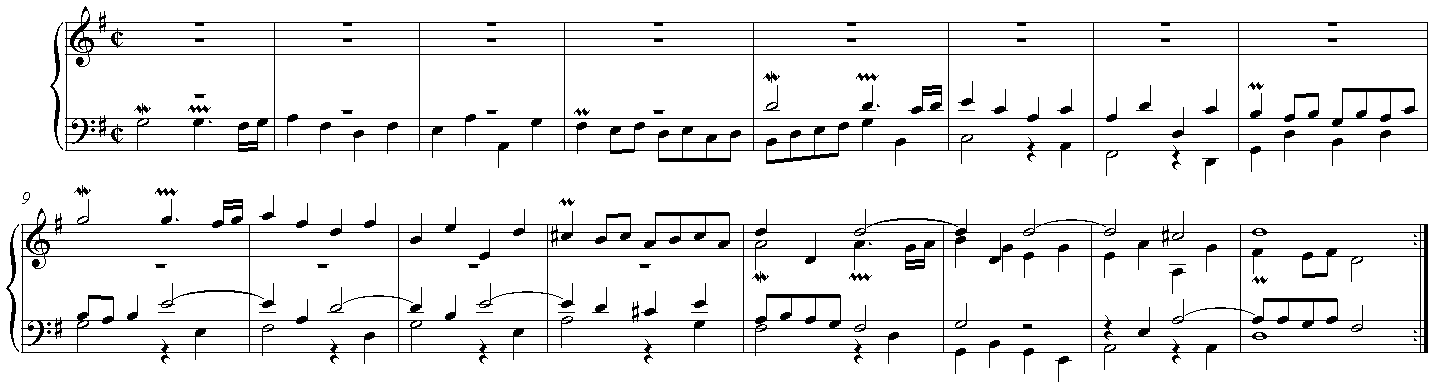
Primera sección de la décima variación.

La exposición ocupa toda la primera sección de esta variación (ver ilustración); primero se presenta el tema en el bajo, empezando en el sol sobre el do medio. La respuesta en la voz tenor entra en el compás 5, pero es una respuesta tonal, por lo que alguno de los intervalos son alterados. La voz soprano entra en el compás 9, pero solo deja los dos primeros compases del tema sujeto intactos, cambiando el resto. La entrada final se produce en el alto en el compás 13. En esta fuga no se hace uso del típico contrasujeto.
La segunda sección se desarrolla utilizando el mismo material temático con algún cambio. Parece una contra-exposición: las voces entran una tras otra, todas empiezan exponiendo el sujeto (en algún caso, algo alterado, como en la primera sección). La sección empieza con el sujeto una vez más en la voz soprano, acompañada por una línea activa en el bajo, lo que ocasiona que la línea en el bajo sea la única que no entra con el sujeto hasta el compás 25.

### Variatio 11. a 2 Clav.
Esta variación es una toccata de carácter virtuosístico en compás de 12/16. Su ejecución está especificada para dos teclados. Está principalmente desarrollada con pasajes de escalas, arpegios y trinos. Varios cambios de registro dificultan considerablemente su ejecución en el piano.

### Variatio 12. Canone alla Quarta.
Este es un canon en inversión a la cuarta (Canone alla Quarta in moto contrario) en compás de 3/4: la respuesta entra en el segundo compás pero en sentido contrario a la propuesta.
En la primera sección, la mano izquierda acompaña siguiendo la línea de bajo escrita en negras repetidas, en los compases 1, 2, 3, 5, 6 y 7. Este motivo de notas repetidas aparece también en el primer compás de la segunda sección (compás 17, dos re y un do) y, algo modificado, en los compases 22 y 23. En la segunda sección, Bach modificó el tono levemente al introducir algunas apoyaturas (compases 19 y 20) y tresillos (compases 29 y 30).
Esta varíación suele interpretarse en tiempo moderato. Solo algunos intérpretes, como Glenn Gould al piano, o Jean Guillou al órgano, han ejecutado versiones rápidas.

### Variatio 13. a 2 Clav.
Esta variación es una lenta, suave y ricamente adornada sarabanda, en compás de 3/4. Casi toda la melodía está escrita en fusas y está adornada con algunas apoyaturas (más frecuentemente en la segunda sección) y algunas mordentes. A lo largo de casi toda la pieza, la melodía está escrita en una sola voz, si bien en los compases 16 y 24 hay un interesante efecto producido por el uso de una voz adicional. La ilustración muestra los compases 15 y 16, con los que finaliza la primera sección (el compás 24 es parecido):

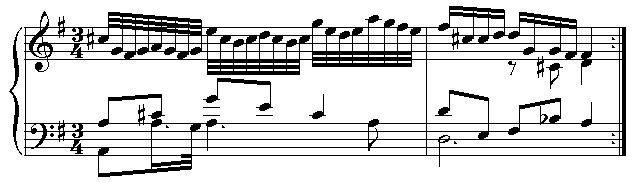
Los dos compases finales de la primera sección de la variación 13.

### Variatio 14. a 2 Clav.
Una rápida toccata en dos partes con manos cruzadas en compás de 3/4, con muchos trinos y otros adornos. Está específicamente indicada para ser tocada con clave con dos manuales e incluye numerosos saltos muy amplios entre registros. Tanto los adornos como los saltos aparecen desde el primer compás: la pieza empieza con una transición desde sol, dos octavas por debajo del do medio, con un mordente descendente, y van a un sol dos octavas por encima con un trino que vuelve al inicio.
Comparándola con la variación 15, Glenn Gould la describe como "ciertamente una de las más vertiginosas piezas de neo-Scarlatismo imaginables."

### Variatio 15. Canone a la Quinta (in moto contrario). A 1 Clav. Andante
Este es un canon a la quinta, en compás de 2/4 indicado andante. Como la variación 12, esta es en sentido invertido, con la propuesta apareciendo invertida en el segundo compás. Esta es la primera de tres variaciones en sol menor, y su melancolía contrasta de forma abrupta con la vivacidad y alegría de la variación precedente. La pianista Angela Hewitt observa que hay "un maravilloso efecto al final [de esta variación]: las manos se alejan entre sí, con la mano derecha suspendida en el aire tras una quinta abierta. Este fundido gradual, que deja a la audiencia sobrecogida, esperando escuchar más, es un muy adecuado final para la mitad de esta pieza."
Glenn Gould dijo de esta variación: "Es el más severo, riguroso y bello canon... el más severo y bello que yo conozco, el canon es en inversión a la quinta. Es una pieza tan conmovedora, tan angustiada —y tan elevadora al mismo tiempo — que no estaría en ningún modo fuera de lugar en la Pasión según San Mateo; de hecho, yo siempre he pensado en la variación 15 como un milagro de Viernes Santo perfecto."

### Variatio 16. Ouverture. a 1 Clav.
La serie de variaciones puede considerarse dividida en dos mitades, consistentes en las primeras quince y las siguientes quince. La división estaría marcada por esta gran obertura, indicada maestoso (majestuoso) en la edición de Peters, con la obertura empezando con unos acordes inicial y final particularmente enfáticos. Esta obertura, típicamente una obertura francesa, consiste en un lento preludio con un ritmo punteado que contrasta dramáticamente con la contrapuntística sección siguiente indicada allegretto. De forma distinta a las variaciones precedentes en las que la sección B es relativamente parecida a la sección A, el contraste es mucho más marcado en esta variación, con una clara diferencia entre el lento y majestuoso preludio y la más rápida y vivaz obertura que se hace evidente más o menos en la mitad de la variación, después del compás 16.

### Variatio 17. a 2 Clav.
Esta es otra toccata virtuosística en dos partes. Williams ve ecos de Antonio Vivaldi y Domenico Scarlatti en esta variación. Está indicada para dos manuales, la pieza requiere muchos cruces de manos. Es en compás de 3/4 y suele tocarse en un tempo moderadamente rápido. Rosalyn Tureck está entre los muy pocos intérpretes que han grabado una versión lenta de esta variación.
Trabajando en su nueva grabación de 1981 de las Variaciones Goldberg, Glenn Gould sopesó tocar esta variación en un tempo más lento, manteniendo el tempo de la variación anterior, la 16, pero finalmente decidió no hacerlo porque "la variación 17 es una de esas más bien escurridizas, de alguna manera huecas, colecciones de escalas y arpegios que Bach se permitió cuando no escribía cosas sobrias y apropiadas como fugas y canones, y realmente me parece que no hay suficiente substancia en ella como para requerir ese tempo metódico, deliberado, germánico."

### Variatio 18. Canone alla Sesta. a 1 Clav.
Se trata de un canon a la sexta en compás de 2/2. La interacción canónica de las voces altas produce muchas suspensiones. Comentando la estructura de los cánones de las Variaciones Goldberg, Glenn Gould cita esta variación como un ejemplo extremo de "deliberada dualidad de énfasis motívicos [...] se requiere a las líneas canónicas a sostener un rol de passacaglia que es abandonado caprichosamente por la línea de bajo".
Gould habló con mucho cariño de este canon en una conversación radiofónica con el crítico musical Tim Page: "El canon a la sexta —lo adoro, es una joya. Bien, adoro todos los cánones pero realmente esta es una de mis variaciones favoritas."

### Variatio 19. a 1 Clav.
Esta variación es como una danza, esta a tres voces en tiempo de 3/8. La misma figuración de semicorcheas es constantemente empleada, variando e intercambiado entre las tres voces de esta pieza. El cantus firmus aparece nuevamente. Esta variación tiene secuencias y contrapunto invertido al comienzo de la segunda sección.

### Variatio 20. a 2 Clav.
Es una toccata virtuosística en dos partes en compás de 3/4. Está indicada para clave con dos manuales, y requiere mucho cruce de manos. La pieza consiste sobre todo en variaciones sobre la textura introducida en los primeros ocho compases, en los que una mano toca una sucesión de corcheas y la otra acompaña con semicorcheas después de cada corchea. Para ilustrarlo, estos son los dos primeros compases de la primera sección:

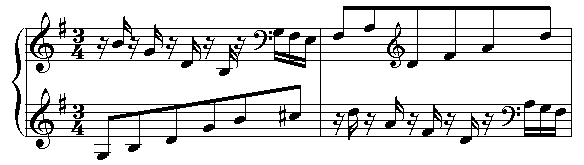
Primeros dos compases de la variación 20.

En la mayoría de las interpretaciones hay un gran contraste entre la suave y elegante variación 19 y los enérgicos y rápidos pasajes de esta variación.
No obstante, algunos intérpretes, como Claudio Arrau al piano, han preferido tocar ambas piezas en un mismo tiempo moderadamente rápido, lo que resulta en un mucho menor contraste entre las piezas.

### Variatio 21. Canone alla Settima.
La segunda de las variaciones en tonalidad de sol menor, la variación 21 es un canon a la séptima en compás de 4/4. Kenneth Gilbert la ve como una Allemande. La línea de bajo empieza con una nota grave que los intérpretes suelen enfatizar, procede en un descenso cromático desde una nota más aguda y solo toma el camino de las voces canónicas a partir del tercer compás:

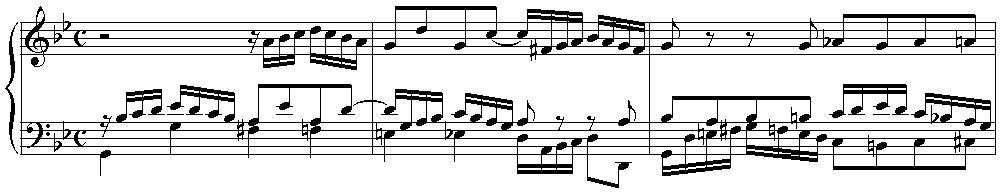
Los tres primeros compases de la variación 21.

Un patrón similar, solo que un poco más vivaz, se desarrolla en la línea de bajo al principio de la segunda sección, que empieza con el motivo del principio invertido.
En comparación con la variación 15, la primera variación en Sol menor, esta pieza es ligeramente más rápida, estando indicada andante con moto en la edición de Peters.

### Variatio 22. Alla breve. a 1 Clav.
Esta variación, marcada, alla breve, presenta cuatro partes escritas con varios pasajes imitativos en todas las voces menos la del bajo, que corresponde más a una fuga. El único adorno es un trino que es ejecutado en una redonda y que se extiende dos compases (el 11 y el 12); de todos modos, algunos de los intérpretes que ejecutan las Variaciones Goldberg con repeticiones añaden alguna ornamentación menor en las segundas repeticiones de cada sección.
El tema en el bajo sobre el que el conjunto de variaciones está construido se escucha tal vez más explícitamente en esta variación (como también sucede en el quodlibet) gracias a la simplicidad de la línea de bajo en este caso.

### Variatio 23. a 2 Clav.
Otra vivaz variación virtuosística en dos partes para clave con dos manuales, en compás de 3/4. Empieza con las manos persiguiéndose una a otra, como si fueran: la línea melódica, que empieza en la mano izquierda con un fuerte ataque sobre el sol sobre el do medio, resbalando desde el re por encima del la, siendo eclipsado por la mano derecha, imitando a la izquierda en la misma altura, pero una corchea más tarde, durante los primeros tres compases, terminando con un pequeño adorno al final del cuarto compás:

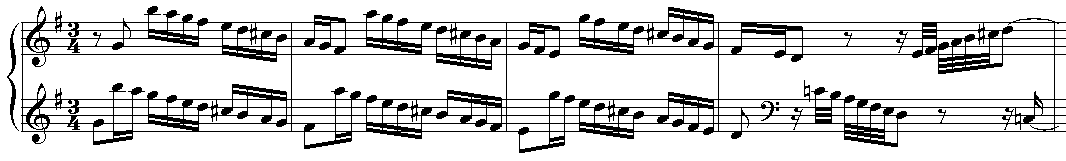
Los primeros cuatro compases de la variación 23.

Este esquema se repite en los compases del 4 al 8, solo que con la mano izquierda imitando a la derecha, y con las escalas ascendiendo en vez de bajar. Se alternan las manos en cortas explosiones escritas en notas de corta duración hasta el último de los tres compases de la primera sección.
La segunda sección empieza con una alteración similar en cortas estallidos nuevamente, y lleva luego a un dramático fragmento de terceras tocadas alternativamente con ambas manos.
La pianista Angela Hewitt escribió que "la ráfaga de dobles terceras y sextas lleva realmente al límite la técnica de teclado que existía en su tiempo, abriendo camino a los futuros compositores", mientras Peter Williams, maravillado por el alcance emotivo de la pieza, se pregunta:
"¿Puede esta ser realmente una variación del mismo tema que está detrás del adagio número 25?"

### Variatio 24. Canone all'Ottava. a 1 Clav.
Esta variación es un canon a la octava en compás de 9/8. La propuesta es contestada tanto una octava por debajo como una octava más arriba: es esta la única variación en la cual la propuesta se alterna entre las líneas en la mitad de la sección. No existen ornamentos en la primera sección, salvo alguna apoyatura, pero la segunda sección presenta varios trinos y grupetos expresamente indicados por el autor.

### Variatio 25. a 2 Clav. [Adagio]
La variación 25 es la tercera y última de las variaciones en sol menor; tiene tres secciones y está indicada adagio en la copia de Bach y está en compás de 3/4. La melodía está escrita predominantemente en semicorcheas y fusas, con mucho cromatismo. Esta variación normalmente se ejecuta en unos cinco minutos y es más larga que cualquiera de las demás, aunque tiene solo treinta y dos compases. El clavecinista Pierre Hantai es uno de los pocos intérpretes que la ejecutan de forma relativamente rápida.
Apodada la "perla negra" de las Variaciones Goldberg por la clavecinista y pianista Wanda Landowska, la variación 25 es apreciada por muchos como las más bella e impresionante de la obra en su conjunto. Williams escribe de ella que "la belleza y oscura pasión de esta variación la convierten incuestionablemente en el punto emocionalmente más alto de toda la obra", y Gould observa que "la aparición de esta nostálgica y fatigada cantilena, es un golpe maestro de psicología" y en la ya citada conversación radiofónica con Tim Page, este último describió esta variación como poseedora de una "extraordinaria textura cromática" y Gould estuvo de acuerdo: "no pienso que haya una veta más rica de relaciones enarmónicas en ningún punto entre Gesualdo y Wagner."

### Variatio 26. a 2 Clav.
En agudo contraste con la introspectiva y apasionada naturaleza de la variación precedente, esta pieza es otra virtuosística toccata en dos partes, alegre en carácter y muy rápida. Bajo rápidos arabescos, esta variación es básicamente una sarabanda según Gilbert. Se señalan dos indicaciones de compás, 18/16 para la incesante melodía escrita en semicorcheas y 3/4 para el acompañamiento en negras y corcheas; a lo largo de los últimos cinco compases, las dos manos tocan al compás de 18/16.
Dado el tempo de la pieza y las apoyaturas adicionales que se encontraron en la copia personal de Bach, esta variación es comúnmente considerada como una de las más difíciles de tocar. Muy pocos intérpretes, de forma destacada Rosalyn Tureck al piano, usan el tempo moderato. La mayoría de las interpretaciones siguen un tempo moderadamente rápido.
Investigaciones recientes de la musicóloga y profesora de música Cory Hall, sugieren que esta variación estaba pensada para ser ejecutada en un tempo mucho más lento que el de la variación precedente.

### Variatio 27. Canone alla Nona. a 2 Clav.
Esta variación es un canon a la novena en compás de 6/8. Este es el único de los cánones en los que se especifica el uso de dos manuales y es el único canon puro de la obra, porque no tiene línea en el bajo. Es además el último canon de las Variaciones Goldberg.

### Variatio 28. a 2 Clav.
Esta variación es una toccata en dos partes en compás de 3/4. Requiere mucho cruce de manos y es en realidad un estudio de trinos: los trinos están escritos en fusas y aparecen en la mayoría de los compases. La pieza empieza con una pauta en la que la mano derecha toca tres notas por compás formando una línea melódica sobre los trinos que toca la mano izquierda. Sigue a continuación una sección en la que las dos manos tocan en movimiento contrario creando una curva melódica marcada en semicorcheas (compases 9-12). El final de la primera sección presenta trinos de nuevo en las dos manos y reflejándose una en la otra:

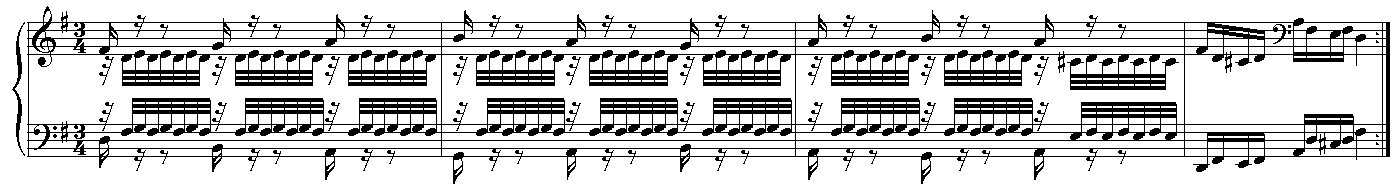
Los últimos cuatro compases de la primera sección de la variación 28.

La segunda sección empieza y termina con la misma idea del movimiento contrario vista en los compases 9 al 12. La mayoría de los compases presentan trinos, en ambas manos entre los compases 21 y 23.

### Variatio 29. a 1 ovvero 2 clav.
Esta variación es una pieza virtuosística que es bastante diferente del resto de la obra: en lugar de un contrapunto elaborado, consiste en su mayor parte en pesados acordes alternados con secciones de brillantes arpegios. Está en compás de 3/4. Es esta una gran variación que añade un aire de resolución después de la elevada brillantez de las variaciones precedentes. Glenn Gould observa que «las variaciones 28 y 29 son el único caso de colaboración o extensión entre los motivos de dos variaciones sucesivas».

### Variatio 30. Quodlibet. A 1 Clav.

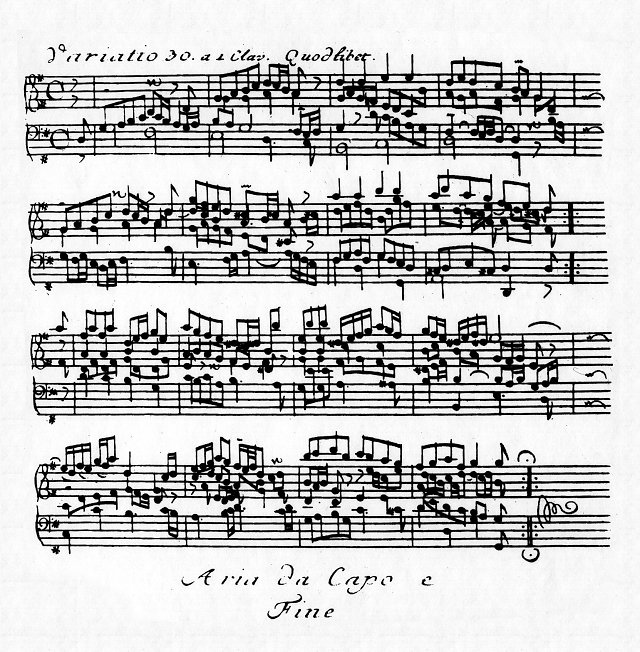
El quodlibet tal y como aparece en la primera edición

Esta variacíón consiste en un quodlibet basado en varias canciones alemanas, dos de las cuales son "He estado tanto tiempo alejado de ti, acércate, acércate" (Ich bin solang nicht bei dir g'west, ruck her, ruck her) y "Los repollos y los nabos me han hecho irme lejos, si mi madre hubiera cocinado carne, me hubiera quedado" (Kraut und Rüben haben mich vertrieben, hätt mein' Mutter Fleisch gekocht, wär ich länger blieben). Este tema Kraut und Rüben, bajo el título de La Capricciosa, había sido utilizado anteriormente por Dietrich Buxtehude para su partita n.º 32 en Sol mayor, BuxWV 250. Las demás canciones han sido olvidadas. Forkel explica el quodlibet evocando la costumbre familiar de los Bach de disfrutar de estos juegos musicales en sus reuniones (la mayoría de los parientes de Bach eran músicos): "Tan pronto como se componían se organizaba un coro. De comienzos devotos se llegaba a bromas que frecuentemente eran un gran contraste. Esto es, cantaban canciones populares de contenido en parte cómico y en parte indecente, mezclándolas de forma improvisada en el momento. A este tipo de armonización improvisada entre melodías la llaman quodlibet, y no sólo se reían los que las creaban y cantaban, sino que también producían una risa desbordante en todos los que las escuchaban".
La anécdota que cuenta Forkel —que es seguramente cierta, dado que él pudo entrevistarse con los hijos de Bach— sugiere de manera bastante clara que Bach pretendía que este quodlibet fuera una broma, de forma que muchos oyentes la consideran así hoy en día.
Para Borschel, precisamente esta conclusión con el quodlibet es lo que demuestra una vez más que el subtítulo no representa una vacía fórmula barroca, sino más bien una recreatio cordis (regocijo del corazón) en el sentido luterano de la expresión, que encuentra su lugar junto con la laudatio Dei (alabanza a Dios), que Bach identificó en varias ocasiones como el sentido último de su música.
Bach, siempre innovador, va más allá de las limitaciones de la forma y función establecida para el quodlibet y lo eleva más allá de la usualmente fútil e irrelevante combinación de principios y fragmentos derivados de canciones populares concebida como mero entretenimiento humorístico. Podía incluirse un quodlibet como distracción entre otras piezas para el estudio serio de un instrumento, pero Bach no pretende solo entretener: por el contrario, aquí sirve casi como un sumario al tiempo que funciona como un puente para lo que sigue a continuación o incluso hacia una posible extensión de la serie de variaciones y es un ejemplo consumado del alto nivel artístico de Bach. Como muestra, uno de los detalles dignos de ser destacados es que la línea en el bajo que abre la variación es una de los pocos temas claros entre las melodías subyacentes en el bajo entre todas las variaciones y ya aparece claramente en el Aria y en la variación 22. En este quodlibet vuelve a su forma original, que volverá a utilizar Bach en el primero de los cánones BWV 1087.
Christoph Wolff defiende en su libro Bach's Musical Universe que el quodlibet esconde un homenaje implícito a Girolamo Frescobaldi y Dietrich Buxtehude. Bach se proclamaría así su heredero, legando al futuro una obra concebida como un compendio, una summa, de la música de su tiempo y, con sus nueve cánones aritméticamente ordenados y homogéneamente repartidos, un despliegue de su inigualado dominio del contrapunto imitativo.

### Aria da Capo e fine.
Consiste en la repetición, nota por nota, del aria, aunque suele ejecutarse no obstante de forma bastante diferente, frecuentemente de forma que podría definirse como nostálgica. Williams ha escrito que "la belleza elusiva de esta obra es reforzada por el retorno del aria... Un retorno así no puede dejar a nadie neutral. La melodía del aria ha sido creada para destacar sobre el efecto de las cinco variaciones anteriores, como pensada para aparecer nostálgica, sometida, resignada, tal vez triste, escuchada en su repetición como señalando que la obra llega a su fin: las mismas notas, pero ahora por última vez."
El retorno del aria añade simetría a la obra, posiblemente incluso insinuando un aspecto de naturaleza cíclica en la obra - un viaje circular.

## BWV 1087: catorce cánones a partir del bajo del aria de lasVariaciones Goldberg

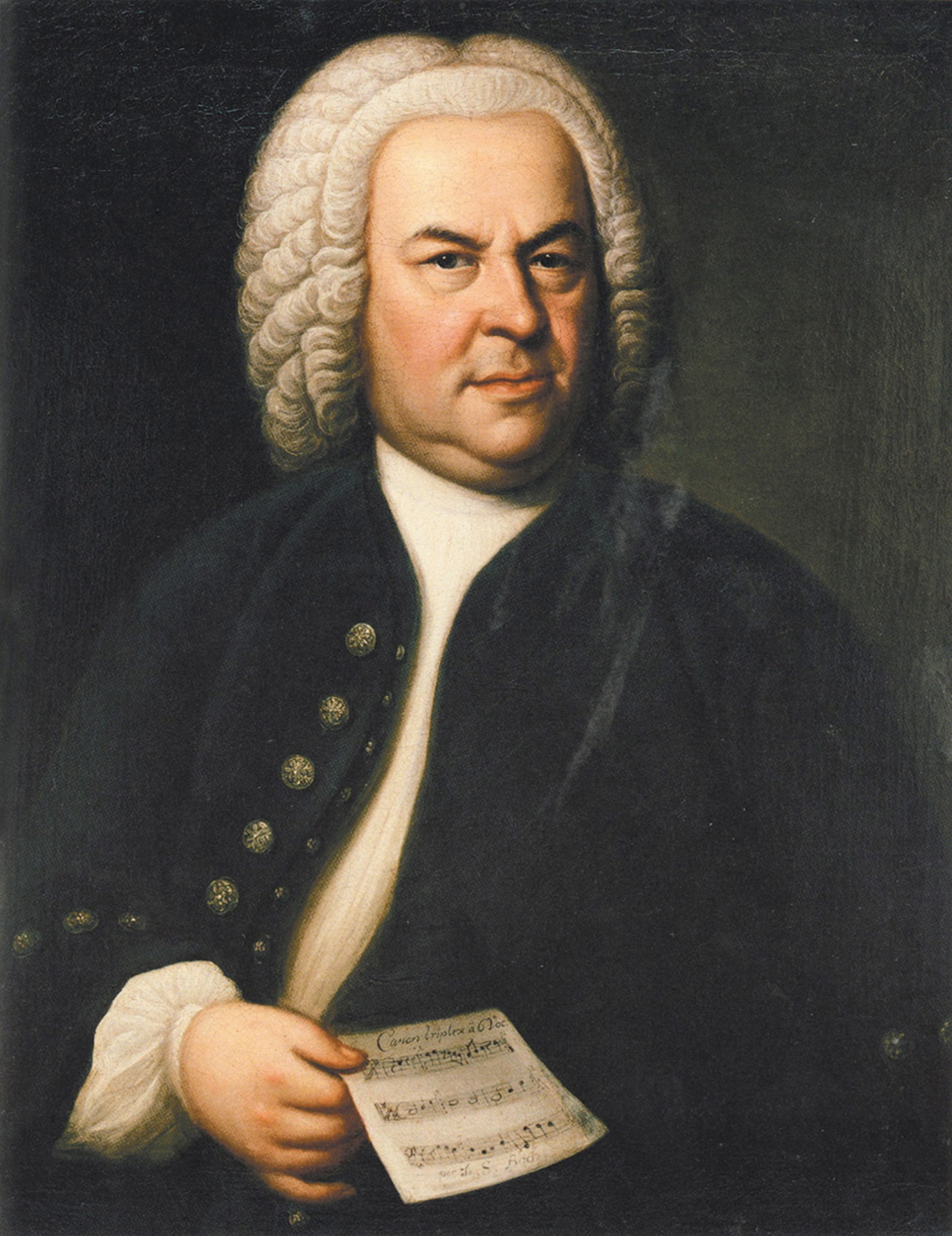
En este retrato pintado por Haussmann, Bach sostiene el manuscrito del canon BWV 1076, que resulta ser igual que el decimotercer canon en el ciclo de las Variaciones Goldberg.

Esta obra contrapuntística tardía de Bach, titulada Vierzehn Kanons über die ersten acht Fundamentalnoten der Aria aus den Goldberg-Variationen incluye catorce cánones compuestos a partir de las ocho notas fundamentales del bajo del aria de las Variaciones Goldberg. Fue encontrada en 1974, en Estrasburgo, (Alsacia, Francia), formando parte de un apéndice de la edición impresa personal de las Variaciones Goldberg que era propiedad de Bach. Entre otros, el canon número once y el trece son como una primera versión de los cánones BWV 1076 Canon a seis voces (Kanon zu sechs Stimmen) y BWV 1077 Canon a cuatro voces con el sujeto como bajo (Kanon zu vier Stimmen nebst Soggetto als Baßstimme), que están representados en el famoso retrato de Bach pintado por Elias Gottlob Haussmann en 1746.

## Transcripciones y versiones[27]
Las Variaciones Goldberg han sido objeto de muchas versiones libres por parte de muchos intérpretes y compositores, ya sea cambiando la instrumentación, las notas o ambas cosas, entre las cuales pueden citarse:
- La transcripción para piano, muy alterada, de Ferruccio Busoni. Según Michael Kimmelman, «Busoni alteró el orden de las variaciones, saltándose algunas, y añadió su más bien voluptuosa coda para crear una estructura en tres movimientos; cada uno de los cuales tiene una forma distintiva, arqueada, y el conjunto resulta en un drama mucho más organizado que el original.»[28]
- 1883 – Josef Rheinberger, transcripción para dos pianos, op. (rev. Max Reger).
- 1912 – K. Eichler, transcripción para piano a cuatro manos.
- 1938 – Józef Koffler, transcripción para orquesta/orquesta de cuerda
- 1975 – Charles Ramírez y Helen Kalamuniak, transcripción para dos guitarras.
- 1984 – Dmitri Sitkovetsky, transcripción para trío de cuerda, también ha escrito un arreglo para orquesta de cuerda.
- 1987 – Jean Guillou, transcripción para órgano
- 1991 – Joel Spiegelman, transcripción para sintetizador (Kurzweil 250 Digital Synthesizer)..
- 1997 – József Eötvös, transcripción para guitarra
- 2000 – Jacques Loussier, arreglo para trío de jazz.
- 2003 – Karlheinz Essl[29] para trío de cuerda y electrónica en directo.
- 2009 – Catrin Finch, transcripción completa para arpa.
- 2010 – Federico Sarudiansky, arreglo para trío de cuerda.
- 2011 – James Strauss, transcripción completa para flauta y clave o flauta y piano.
- 2022 - Jorge Jiménez, transcripción para violín solo.[30]

## Discografía esencial
(ordenado por fecha de ejecución)
- Wanda Landowska - noviembre de 1933 (París) - EMI 5 67200 - ADD - clave
- Claudio Arrau - 1942- primera grabación en piano
- Wanda Landowska - 1945 (Nueva York) - RCA - clave
- Glenn Gould - 21 de junio de 1954 - CBC - mono - piano
- Glenn Gould - 10 de junio de 1955 y siguientes, (Nueva York) - Sony Classical 52 594 - ADD - piano
- Rosalyn Tureck - 1957 Philips - piano
- Glenn Gould - 1959 grabación en directo durante el Festival de Salzburgo - Sony Classical 52685 - ADD - piano
- Ralph Kirkpatrick - 1959 Deutsche Grammophon 439 673-2 - ADD - clave
- Helmut Walcha - junio de 1960- marzo de 1961, (Hamburgo) - EMI 4 89166 - ADD - clave
- Charles Rosen - junio de 1969 (Nueva York) Sony SBK 48173 - ADD - piano
- Wilhelm Kempff - julio de 1969 Deutsche Grammophon 439 978-2 - ADD - piano
- Gustav Leonhardt - 1978 Deutsche Harmonia Mundi GD77149 - ADD - clave
- Trevor Pinnock - 1980 Archiv Produktion 415 130-2 - ADD - clave
- João Carlos Martins - 1980 - Concord Records 1343-12023-2 - piano
- Glenn Gould - abril/mayo de 1981 (Nueva York) Sony Classical 52619 - DDD - piano
- Alexis Weissenberg - junio de 1981 (Sala Wagram, París), EMI - DDD - piano
- Grigory Sokolov - 27 de febrero de 1982 (Leningrado) (en vivo), Melodija - piano
- András Schiff - diciembre de 1982 (Londres) Decca 417 116-2 - DDD - piano
- Chen Pi-hsien - octubre de 1985 (Fráncfort del Meno) Naxos 8.550078 - DDD - piano
- Kenneth Gilbert - abril de 1986 HMA 1951240 - DDD - clave
- Maria Tipo - 26-28 de junio de 1986 (París) EMI HMV 5 86666 - DDD - piano
- Jean Guillou - noviembre de 1987 (Iglesia de Notre-Dame des Neiges, Alpe d'Huez, Francia) Dorian 90110 - órgano (música)
- Ton Koopman - 1988 ERATO 45326-2 - DDD - clave
- Keith Jarrett - enero de 1989 ECM Records 839 622-2 - DDD - clave
- Daniel Barenboim - octubre de 1989 (Teatro Colón de Buenos Aires) ERATO, 2292-45468-2 - piano
- Bob van Asperen - 1990 EMI CDC 7 54209 2 - DDD - clave
- Maggie Cole - 1991 Virgin 5 61555 (2 CD) - DDD - clave
- Christiane Jaccottet - 1991 TMI 446927-2 - DDD - con BVW 802-805 - clave (sin repeticiones)
- Tatiana Nikoláyeva - 1992 Hyperion CDA66589 - DDD - piano
- Rosalyn Tureck - 1993 Video Artist International VAIA 1029 - ADD - piano
- Andréi Gavrílov - 1993 Deutsche Grammophon 435 436-2 - DDD - piano
- Eleonore Bühler-Kestler - octubre de 1993, (Bayreuth, Alemania) - CHARADE; CHA 3012 - DDD - clave
- NES Chamber Orchestra - octubre de 1993 (Hamburgo), trascripción de Dmitry Sitkovetsky - Nonesuch - violín y orquesta
- Peter Serkin - 1-3 de junio de 1994 Manhattan BMG Classics 09026 68188 2 - DDD - piano
- Konstantin Lifschitz - 10-13 de junio de 1994 Denon Records #78961 - DDD - piano (Lifschitz tenía solo 17 años en la época)
- Pieter-Jan Belder - 20 de abril y 8-9 de julio de 1999 - Brilliant Classics 92284 - DDD - clave
- Angela Hewitt - 28 de agosto-1 de septiembre de 1999, (Henry Wood Hall, Londres), Hyperion Records CDA 67305 - piano
- Amati String Trio - diciembre de 1999 (Sinagoga de Middelburg, Holanda) Columns Classics 99564 - DDD - violín
- Murray Perahia - julio de 2000 Sony Classical SK/SM 89243 - DDD - piano
- Marcello Peghin - 2000 - DDD - guitarra de 10 cuerdas
- Celine Frisch - 2001 Alpha 14 (2 CD) - con BWV 1087 - clave
- András Schiff - 2003 ECM Records GmBH - ECM New Series 1825 472 185-2 - piano
- Ramin Bahrami - febrero de 2002, (La Chaux-de-Fonds, Suiza) - Decca 476 282-0 - DDD - piano
- Jill Crossland - 2003 Apex, Warner Classics 0927 49979 2 - DDD - piano
- Jenő Jandó - 2005 Naxos 8.557268 - DDD - piano
- Andrea Bacchetti - 5 de julio de 2006, (Bernareggio, Italia), Michelangeli Editore - DDD - piano
- Julian Rachlin (piano), Nobuko Imai (viola) y Mischa Maisky (violoncelo) - 2007 - DDD - arreglo para trío de cuerda de Dmitri Sitkovetsky[31]
- Jeremy Denk - 2013, Nonesuch Records - DDD - piano
- Xavier Torres - 2016 IBS Classical,79-2016/IBS32016 (Palacio de la Música y Congresos de Valencia, España)- DDD - piano
- Jorge Jiménez - 2022, PAN CLASSICS - DDD - violín[30]